# 黑苞风毛菊
黑苞风毛菊（学名：Saussurea melanotrica）是菊科风毛菊属的植物，是中国的特有植物。分布于中国大陆的云南等地，生长于海拔3,750米至4,650米的地区，多生于流石滩和开阔石质山坡，目前尚未由人工引种栽培。